# Mico Lampinen
Mico Lampinen (* 9. Februar 2006) ist ein finnischer Leichtathlet, der sich auf den Diskuswurf spezialisiert hat und auch im Hammerwurf an den Start geht.

## Sportliche Laufbahn
Erste internationale Erfahrungen sammelte Mico Lampinen beim Europäischen Olympischen Jugendfestival (EYOF) 2021 in Banská Bystrica, bei dem er im Hammerwurf mit 69,40 m die Silbermedaille gewann und sich im Diskuswurf mit 56,59 m Bronze sicherte. Im Jahr darauf belegte er beim EYOF in Maribor mit 55,93 m im Diskuswurf. 2024 gewann er bei den U20-Weltmeisterschaften in Lima mit 62,20 m die Bronzemedaille im Diskuswurf und verpasste im Hammerbewerb mit 69,00 m den Finaleinzug. Im Jahr darauf wurde er bei der 1. Liga der Team-Europameisterschaft in Madrid mit 56,67 m 15. im Diskuswurf und im August gewann er bei den U20-Europameisterschaften in Tampere mit 74,67 m die Silbermedaille im Hammerwurf. Zudem belegte er im Diskusbewerb mit 61,56 m den vierten Platz.
2024 wurde Lampinen finnischer Meister im Diskuswurf.

## Persönliche Bestweiten
- Diskuswurf: 58,81 m, 7. Juni 2025 in Espoo